# 有机场效应晶体管

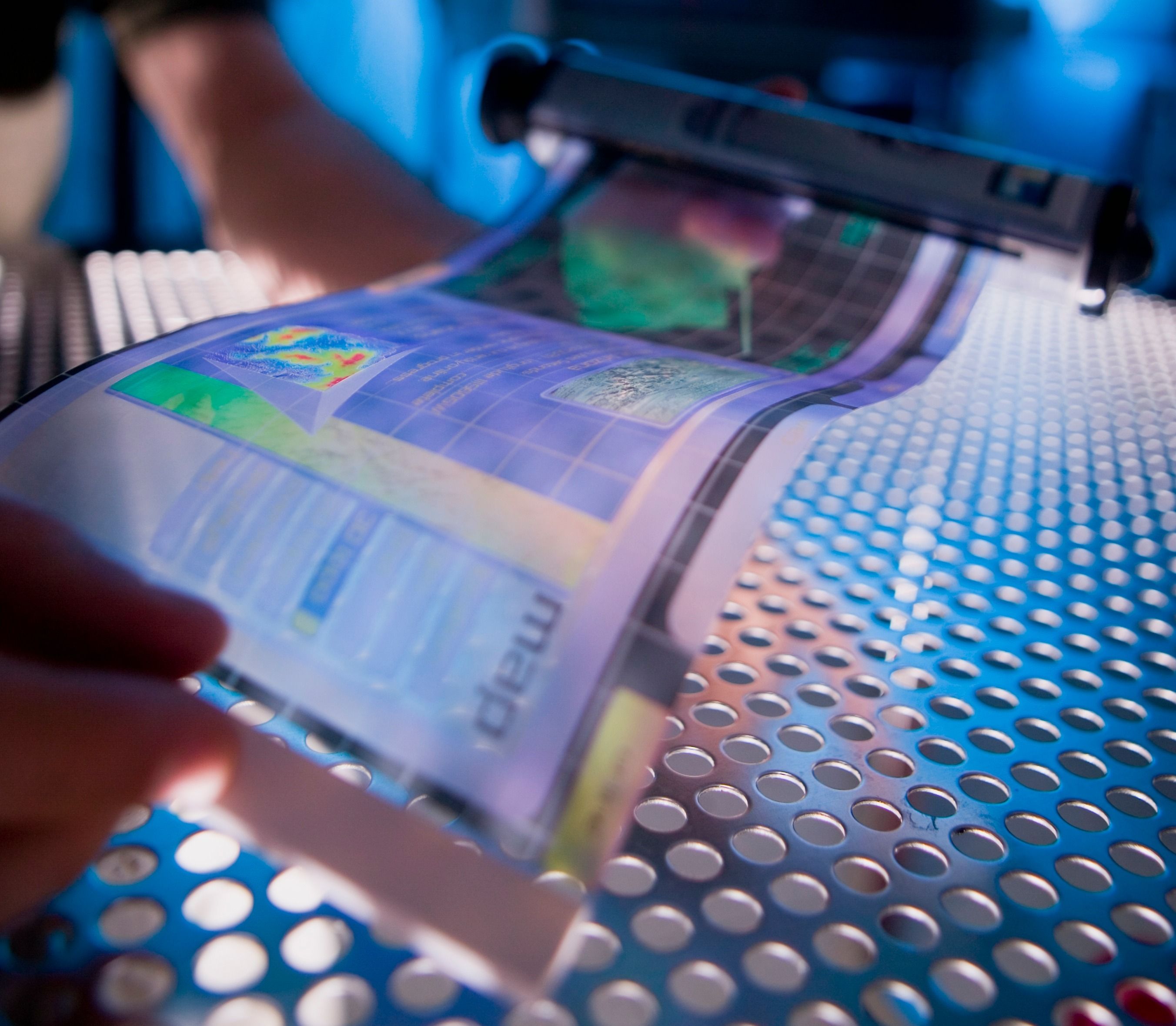
基于OFET的柔性显示屏

有机场效晶体管（英語：Organic field-effect transistor，縮寫：OFET）是一种利用有机半导体组成信道的场效应晶体管。OFET的原料分子通常是含有芳环的π电子共轭体系。OFET的制造工艺有小分子在真空中蒸发、聚合物溶液浇注、将原料单晶剥离至基板等方法。OFET的应用目标包括低成本，大面积的电子产品和可生物降解电子设备。研究上设计出了有多种构造形式的OFET，实际应用的器件中最常用的构造是底部栅极、顶部漏极和源极，因为这种构造类似于使用SiO2的热生长法作为栅极介电层的薄膜电晶体(TFT)。有机聚合物，例如聚甲基丙烯酸甲酯（PMMA）也可以被用作电介质。
2007年，索尼首次研制出全彩色，实现视频级更新频率的的柔性塑料显示屏，其薄膜晶体管与发光二极管均使用有机材料。